# Pandemia de gripe A (H1N1) de 2009-2010 en Honduras
La pandemia de gripe A (H1N1), que se inició en 2009, entró en Honduras el 21 de mayo del mismo año. Este fue el 16º país en reportar casos de gripe A en el continente americano. La primera persona infectada por esta pandemia fue una niña del norte del país, específicamente de San Pedro Sula.

## Brote

### Casos confirmados

#### Mayo y junio de 2009
El 21 de mayo es el día Oficial del inicio de la pandemia en Honduras. Este día, el  ex-presidente de Honduras, Manuel Zelaya, presentó a una niña de nueve años de edad, que fue confirmada como el primer caso positivo de la gripe A (H1N1) en el país, tras exámenes practicados en la CDC de Atlanta, Estados Unidos. A causa de esta niña, se empezaron a tomar las primeras medidas, pues cerraron el centro escolar que la niña atendía, y las medidas de salud empezaron a fortalecerse dentro del País.
"Quisimos presentar a la niña y a sus hermanas y al papá para que hubiera tranquilidad en la población porque si se anuncia el primer caso y no se presenta recuperada, se haría una alarma innecesaria", afirmó Zelaya.
Hasta el fin del mes, esta niña fue la única contagiada de la Gripe A (H1N1) en Honduras.
Para empezar el mes de junio , el 3 de junio, en tan sólo dos días del primer caso, el número de casos confirmados paso de 2 a 34 personas en Honduras. este repentino crecimiento paso de ser mayormente en horas de la noche. 4 días después, el 7 de junio, se confirmaron 21 casos más, Poniendo la cifra de casos a 55.
El 10 de junio, debido al brote tan repentino de casos de gripe A H1N1 en Honduras, se levantó sospechas de expertos, personal sanitario y la población. Luego de que la Secretaría de Salud confirmara en esa semana 55 nuevos casos de personas infectadas, la cifra subió a 89 y el 12 de junio por la noche, otra vez el ministro Carlos Aguilar confirmó otros 11 casos, subiendo  a 100 casos. El doctor Tito Alvarado, infectólogo, indicó que los casos confirmados por Salud son a los que se les había practicado la prueba para detectar el virus, sin embargo dijo que podrían ser más de 100 las personas contagiadas en Honduras. 8 días después, el 18 de junio, los casos confirmados de la gripe A H1N1 en Honduras aumentaron a 108, informó una fuente de la Secretaría de Salud en Tegucigalpa.
El 22 de junio, el ministro de Sanidad de Honduras reportó más casos, subiendo a 118, y la primera muerte en Honduras. Los nuevos casos fueron reportados en: Copán (4) La Lima, Cortes (2) Choloma, Cortes (2) y El Progreso, Yoro (2). Este primer mes finaliza contando con 119 casos, pues el 29 de julio se confirma un caso más de esta pandemia.

#### Julio y agosto de 2009
Este mes empieza contando casos un 3 de julio, en el cual se confirmaron otros 4 casos, siendo un total de 123. A finales de julio, aproximadamente el 29 de julio se registra un disparo en el número de casos, y especialmente en el número de muertes. El 30 de julio va con, con 30 casos más (un total de 220) y una muy alta tasa de mortalidad.
Empezando el mes de agosto, el 8 de agosto, se confirmaron 34 casos más, poniendo la cifra total en 254. La cifra de sospechosos bajó de 1500 a 1000, pues al parecer ahora el número de casos van bajando. En los siguientes días, la cifra de casos en Tegucigalpa va subiendo alarmantemente, hasta ahora, con un 27% de los casos nacionales. El 29 de agosto, hubo un total de 372 casos, acompañado con 10 muertes. Los casos en Tegucigalpa están siendo disparados, incluyendo un hospital que tiene más de 400 casos sospechosos.

#### Últimos meses del 2009 y primeros meses del 2010
Hasta el 27 de abril del 2010 (fecha de la última actualización), se confirmó un total de 560 casos, acompañado de 18 muertes.
Para el 2010, la pandemia en Honduras es casi olvidada por completo. Esto se debe a la preocupación por la más alarmante dengue, específicamente el dengue hemorrágico, que atacan mayormente a la población Hondureña. En esta fecha, en Honduras se dejan de ver gente portando mascarillas, o practicar medidas preventivas a la Gripe porcina

### Casos sospechosos

#### Tiempos tempranos de la pandemia
Antes de estar el primer caso sospechoso en Honduras, los casos sospechosos en el país eran usuales, pues, mucha gente que venía o era asociada de gente que vino de México u otro país masivamente contagiado en ese tiempo era dada de sospechosa de gripe porcina si presentaba algún síntoma. Los sospechosos no pasaban de 20, pero el cuidado de la población era muy grande, pues era cuando la población estaba más alerta de casos.                 
El 22 de julio, el número de sospechosos empieza a poner grandes marcas. Después de tanto tiempo de no haber casos, había un total de 1.500 casos sospechosos. El 8 de agosto, no mucho después, esta cifra bajo otra vez a 1000 debido al cuidado que tenían los hospitales en esta ocasión. Un repentino brote hace que en 5 días la cifra suba a 1.500.
El 29 de agosto, había más de 2,000 casos sospechosos, sin contar un centro de salud en Tegucigalpa (IHSS)
que tenía más de 400 casos sospechosos, que al parecer eran doctores. Por suerte, los casos probaron negativo la presencia de este virus.

#### Tiempos tardíos de la pandemia
Mientras los hospitales empezaban a trabajar las 24 horas, el número de casos sospechosos bajo, pero lo más posible es que la Secretaria de Salud Hondureña dejó de contarlos.
Debido a la presencia del dengue en el país, la pandemia de gripe A (H1N1) de 2009 fue olvidada casi por completo. El número de casos y muertes dejó de aparecer en los periódicos nacionales de Honduras, y la pandemia en Honduras ya era prácticamente historia.

### Otros
- Gripe A (H1N1), en la Organización Mundial de la Salud
- Fases pandémicas de la OMS
- Influenza Research Database Database of influenza sequences and related information.
- Centers for Disease Control and Prevention (CDC): Swine Influenza (Flu) (inglés)
- Medical Encyclopedia Medline Plus: Swine Flu (inglés)
- Medical Encyclopedia WebMD: Swine Flu Center (inglés)
- Organización Mundial de la Salud (OMS): Gripe porcina(español)
- Centros para el Control y la Prevención de Enfermedades: Influenza A (H1N1) (gripe A H1N1)(español)
- Enciclopedia Médica Medline Plus: Gripe porcina(español)

- Datos: Q6059548